# Red Steel
Red Steel is een computerspel van Ubisoft dat exclusief voor de Wii wordt ontwikkeld. Het spel is een launchtitel voor de Wii. Het wordt ontwikkeld door Ubisoft Paris.
De eerste screenshots voor de Wii waren van Red Steel en waren te zien in de editie uit mei 2006 van het magazine "Game informer". Het spel werd uitgebracht op 8 december 2006. De besturing van het spel wordt volledig gevormd naar de controller van de Wii; zo kan het richten van het pistool met de Wii-afstandsbediening gebeuren. Ook kan de speler zwaardvechten door de Wii-mote te bewegen.

## Gameplay
Het spel wordt gespeeld met de Wii-mote en de Nunchuk. 
De AI (artificiële intelligentie) in dit spel is volgens de makers zeer geavanceerd. De vijanden denken echt na vooraleer ze iets proberen te doen. Er is ook de unieke mogelijkheid de eindbazen zich te laten overgeven in plaats van ze te doden. Als de speler af en toe een eindbaas het leven spaart, zal de eindbaas vervolgens misschien helpen. Ook als de speler het te bont maakt (te veel doden), zal hij strafpunten krijgen.
Als het spel met meerdere spelers wordt gespeeld is er ook de mogelijkheid telefoon te krijgen. De ingebouwde luidspreker zal rinkelen en de speler moet dan de Wii-mote tegen zijn oor houden, waarna hij alleen te horen krijgt wat zijn missie is.

## Karakters
- Scott Monroe, de held
- Miyu, de verloofde van Scott
- Isao Sato, de vader van Miyu en Scotts toekomstige schoonvader
- Tokai, de baas van zes Yakuzabendes
- Kajima, leert de speler vuurwapens te gebruiken
- Otori, leert de speler met zwaarden te vechten

## Verhaal
De speler neemt de rol van een Amerikaan, die verloofd is met de Japans-Amerikaanse vrouw genaamd Miyu. Het verhaal begint wanneer Miyu wordt gekidnapt in een restaurant waar de speler van plan is de vader van Miyu voor de eerste keer te zien. De speler ontdekt dat haar vader een Yakuzabaas is genaamd Sato, die een zeer belangrijk ceremoniële katana bezit. Een jongere Yakuza genaamd Tokai wilde het zwaard bemachtigen en heeft Sato hierdoor dodelijk verwond. Toen zijn poging mislukte heeft Tokai Miyu gekidnapt, om haar te kunnen omruilen voor het zwaard. Sato geeft echter het zwaard aan de speler en de speler moet dan zijn dochter gaan redden.
Het verhaal draait rond het hoofdpersonage die op zoek gaat naar steun van verscheidene bendeleiders om de kidnapper van zijn verloofde te verslaan.

## Wapens

### Slagwapens
- Katana
- Wakizashi
- Bokken, worden gebruikt bij de training

### Vuurwapens
- pistolen
  - de Steyr M-A1
  - de Colt M1911A1
  - de Walther P99
  - de revolver
- de AE rifle, een snipergeweer
- de MP7, een machinegeweer
- de Benelli M4, een jachtgeweer
- de granaat, kan gegooid worden terwijl je een ander wapen draagt
- de Micro Uzi, een lagere klasse machinegeweren
- de M9A1 Bazooka, een granaat-/raketwerper

## Ontvangst
| Beoordeeld door                | Jaar | Score |
| ------------------------------ | ---- | ----- |
| Computer and Video Games (CVG) | 2006 | 80%   |
| Gamezine                       | 2006 | 80%   |
| GameZone                       | 2006 | 79%   |
| Games Master                   | 2006 | 79%   |
| Wii Gamer                      | ?    | 77%   |
| Video Game Talk                | 2006 | 70%   |
| Gamesmania                     | 2006 | 68%   |
| Game Freaks 365                | 2006 | 60%   |
| Retroage                       | 2011 | 57%   |
| [N]gamer                       | ?    | 55%   |
| 1UP                            | 2006 | 50%   |
| videogamer.com                 | 2006 | 40%   |